# Freqüència de rellotge

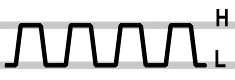
Senyal de rellotge

La freqüència de rellotge és la velocitat a la qual un ordinador efectua les seves operacions més bàsiques, com sumar dos nombres o transferir el valor d'un registre a un altre. Es mesura en cicles per segon (hertz). 
Els diferents circuits integrats d'un ordinador poden funcionar a diferents freqüències de rellotge, de manera que quan s'usa el terme freqüència de rellotge aplicat a un ordinador, se sol sobreentendre que es refereix la velocitat de funcionament del processador principal.
La freqüència de rellotge es fa servir per comparar la velocitat dels ordinadors. Això només és cert si els dos ordinadors tenen un processador de la mateixa família. Per poder fer una comparació vàlida hi ha millors tècniques com les comparatives de rendiment (benchmark)
Típicament en els anys 70 les velocitats de rellotge eren de l'ordre de magnitud de kHz. En els 80-90 eren MHz i en els 2000 en GHz. A partir dels 2006 l'estratègia per guanyar velocitat de procés es va encaminar cap a la de tenir processadors de diversos nuclis (multi-core), més que no augmentar la velocitat, a causa de les limitacions de la física.
En el context de l'electrònica digital seqüencial, és la freqüència del senyal de rellotge que, enviada a tots els dispositius, sincronitza l'operació d'aquests.